# 30 Urania
30 Urania è un asteroide della fascia principale.
Urania fu scoperto da John Russell Hind il 22 luglio 1854, l'ultimo pianetino individuato dall'astronomo grazie al telescopio da 7 pollici dell'osservatorio privato di George Bishop (di cui era direttore) al Regents Park di Londra, Regno Unito. È stato battezzato così in onore di Urania, la Musa greca dell'astronomia e della geometria.